# Melpomene flagellata
Melpomene flagellata är en stensöteväxtart som beskrevs av Lehnert. Melpomene flagellata ingår i släktet Melpomene och familjen Polypodiaceae. Inga underarter finns listade.